# Villamontán de la Valduerna
Villamontán de la Valduerna és un municipi de la província de Lleó a la comunitat autònoma de Castella i Lleó. Forma part de la comarca de Tierra de la Bañeza.

## Demografia
| 1991 | 1996 | 2001 | 2004 |
| ---- | ---- | ---- | ---- |
| 1331 | 1170 | 1064 | 1001 |